# Stracza Mała
Stracza Mała (biał. Малая Страча, Małaja Stracza; ros. Малая Страча, Małaja Stracza) – wieś na Białorusi, w obwodzie grodzieńskim, w rejonie ostrowieckim, w sielsowiecie Michaliszki.

## Warunki naturalne
Wieś położona jest nad Straczą i w pobliżu jeziora Gubieza, na terenie Rezerwatu Krajobrazowego Jeziora Soroczańskie. Otoczona jest lasami.

## Historia
W XIX i w początkach XX w. położona była w Rosji, w guberni wileńskiej, w powiecie zawilejskim/święciańskim. Po I wojnie światowej pod administracją polską, w Zarządzie Cywilnym Ziem Wschodnich. W latach 1920–1922 w składzie Litwy Środkowej.
Od 11 kwietnia 1922 folwark leżący w Polsce, w województwie wileńskim, w powiecie święciańskim, w gminie Aleksandrowo/Żukojnie.
Po II wojnie światowej w granicach Związku Sowieckiego. Od 1991 w niepodległej Białorusi.

## Ludzie związani z miejscowością
- Sergiusz Sprudin – polski operator filmowy, reżyser; urodzony w Straczy Małej